# Pride 24
Pride 24: Cold Fury 3 foi um evento de artes marciais mistas promovido pelo Pride Fighting Championships. Aconteceu no Marine Messe Fukuoka em Fukuoka, Japão em 23 de dezembro de 2002.

## Ligações Externas
- Site Oficial do Pride
- Sherdog.com